# دایهاتسو تریوس
دایهاتسو تریوس (Daihatsu Terios) خودرویی است که از سال ۱۹۹۷–کنون تولید شده‌است.
این خودرو در کلاس مینی اس‌یووی قرار گرفته، است.